# Holenice
Holenice (deutsch: Holenitz) ist eine Gemeinde im Okres Semily, Liberecký kraj in Tschechien.

## Geschichte
Der Ort wurde 1398 erstmals urkundlich erwähnt. 